# Sarpanch
Un sarpanch, gram pradhan ou mukhiya est un décideur, élu par l'organe constitutionnel de l'autonomie locale au niveau du village appelé gram sabha (gouvernement de village) en Inde. Le sarpanch, ainsi que d'autres membres élus du panchayat (appelés ward panch ), constituent les gram panchayats et les zilla panchayats. Le sarpanch est le point de contact entre les agents du gouvernement et la communauté villageoise. Son mandat est de cinq ans. Il est ce qui se rapproche d'un maire à l'échelle d'un village.

## Signification desarpanch
Littéralement, sarpanch signifie tête des cinq décideurs du gram panchayat. Sar signife tête et panch signifie cinq. Dans l'État du Bengale occidental, un sarpanch est appelé panchayat pradhan (chef), et l'adjoint est panchyat upa-pradhan.

## Fonction

### Rôles et responsabilités
Un sarpanch effectue un certain nombre de tâches. Il doit organiser un minimum de deux Gram Sabha (réunions citoyennes) par an. Il doit garantir le meilleur taux de participation des villageois à ces réunions. Il doit assurer l'exécution des projets approuvés durant le Gram Sabha, ou la mise en œuvre de débats.

### Admissibilité
Un sarpanch doit être un citoyen d'au moins 21 ans et n'avoir aucune condamnation légale, entre autres exigences,.

### Mandat
Le mandat du sarpanch en Inde est de cinq ans.

## Panchayati raj
La structure de gouvernance fédérale de l'Inde signifie que différents États ont des lois différentes régissant les pouvoirs des gram panchayats et des sarpanches,.

### Élections du Panchayat
Dans de nombreux États, les élections sont substitués par l'élection de sarpanch tandis que les gram panchayats sont dirigés par des administrateurs nommés par la bureaucratie. Avec l'adoption des 73e et 74e amendements constitutionnels en 1992, un certain nombre de garanties sont intégrées, y compris celles relatives aux élections régulières.

### Sièges réservés aux femmes
L'article 243D(3) du 73e amendement constitutionnel exige qu'un tiers des sièges dans les panchayats et un tiers des postes de président de panchayat soient réservés aux femmes, à travers les trois niveaux du système panchayati raj,. Cet amendement fait suite à diverses réformes législatives au niveau de l'État dans lesquelles des réserves sont fixées pour que les postes de panchayat soient occupés par des femmes.